# Пфалц
Пфалц е регион в Югозападна Германия, който се намира в южната част на провинция Райнланд-Пфалц. Обхваща 5451,13 квадратни километра и има общо около 1,4 милиона жители.
На запад Пфалц граничи със Саарланд, на северозапад - с Хунсрюк, на североизток - с Рейнски Хесен. Източната граница с Хесен и Баден е оформена по естествен път чрез река Рейн. На юг лежи Елзас.

Пфалцката гора покрива една трета от региона и със своите 1771 квадратни километра е най-големият горски масив на Германия. Най-високото възвишение е Донерсберг (687 м), което е част от северопфалцката планинска земя, а най-ниската точка се намира в пределите на град Франкентал и е отдалечена само на няколкостотин метра от Рейн – 87,3 м над морското равнище.
- Шпайерската катедрала – световно културно наследство на ЮНЕСКО
- Най-високата планина в Пфалц: Донерсберг (686,5 м)
- Дворец Хамбах
- Язовир Айсвог
- Новата орлова арка (Neuer Adlerbogen)
- Природна забележителност „Дяволската маса“ (Teufelstisch)
- Уличката на винарите в град Глайсцелен
- Парк „Синята Адрия“ (Blaue Adria)
- Лозарството е важен отрасъл за региона